# Украинский (Красносулинский район)
Украи́нский — хутор в Красносулинском районе Ростовской области.
Входит в состав Киселёвского сельского поселения.

## История
В 1958 году указом Президиума Верховного Совета РСФСР хутор Ворошилов переименован в Украинский.

## Население
| 2010 |
| ---- |
| 235  |

## Улицы
| - ул. Ворошилова, - ул. Заречная, - ул. Кооперативная, | - ул. Короткая, - ул. Садовая, - ул. Степная. |